# British School at Athens
La British School at Athens (BSA) (français : École britannique à Athènes, grec moderne : Βρετανική Σχολή Αθηνών) est l'une des dix-sept organisations archéologiques étrangères à Athènes, en Grèce.

## Histoire
Fondée en 1886 par Francis Penrose, elle est le quatrième établissement de ce type en Grèce. Pendant longtemps, elle a encouragé les recherches britanniques sur la Grèce antique. Récemment, elle a ouvert ses perspectives à toutes les périodes historiques.
Elle propose des cours et séminaires ainsi que des recherches sur le terrain à des chercheurs à qui elle offre des bourses.
Sa bibliothèque contient plus de 60 000 ouvrages.
L'École britannique à Athènes dispose d'une antenne à Knossos, en Crète.